# Verrucocythereis bulbuspinata
Verrucocythere bulbuspinata is een mosselkreeftjessoort. De wetenschappelijke naam van de soort is voor het eerst geldig gepubliceerd in 1969 door Uliczny.